# Oceaneers de Rhode Island
Le Oceaneers de Rhode Island était un club américain de football, basé à Pawtucket dans l'état de Rhode Island, qui faisait partie de l'American Soccer League (ASL).

## Histoire
Ce club gagne le championnat de l'ASL en 1974, l'année même de sa création.
Après la saison de 1977, le club part pour Indianapolis, Indiana, et devient ainsi les Daredevils d'Indianapolis.

## Palmarès
- Champion de l'American Soccer League en 1974.